# One Island East
Das One Island East (chinesisch 港島東中心 / 港岛东中心, Pinyin Gǎngdǎo Dōng Zhōngxīn, Jyutping Gong2dou2 Dung1 zung1sam1, englisch wörtl.: Hong Kong Island East Centre) ist einer der höchsten Wolkenkratzer in Hongkong. Das im Eastern District befindliche Gebäude hat eine Höhe von 298 Metern bei 69 Etagen. Es wurde 2008 von Generalunternehmer Gammon Construction als Teil des Island-East-Komplexes am Taikoo Place fertiggestellt. Die Adresse lautet 14–18 Westlands Road.